# Espostoopsis dybowskii
Espostoopsis dybowskii là một loài thực vật có hoa trong họ Cactaceae. Loài này được (Rol.-Goss.) Buxb. mô tả khoa học đầu tiên năm 1968.